# 宮城島 (宇流麻市)
26°22′06″N 127°58′53″E / 26.36833°N 127.98139°E
宮城島（日语：／ Miyagi-jima，琉球語：／ ）是沖繩縣宇流麻市的一座島嶼，是与勝群島的一部分。位於沖繩本島中部勝連半島東部約7公里處。面積5.54km²，周長12.24km，地處平安座島和伊計島之間。2012年4月時，島上有人口813人.